# Парк имени Артёма Боровика
Парк имени Артёма Боровика — парк в Юго-Восточном административном округе Москвы, в районе Марьино, общей площадью 10,4 га.

## История
Парк основан в 2000 году на автомобильном кругу Братиславской улицы.
Официально был открыт 13 сентября 2001 года. Своё название получил в честь известного журналиста, писателя, общественного деятеля, президента холдинга «Совершенно секретно» Артёма Боровика, погибшего в авиакатастрофе 9 марта 2000 года. На церемонии открытия выступил мэр Москвы Ю. М. Лужков:
Это был человек, который показывал обнажённую правду, какой бы горькой она ни была. Через это он хотел сделать мир лучше и добрее… боролся против насилия и террора так, как это не могли бы сделать многие другие.
Также на церемонии присутствовали члены Правительства Москвы, руководители ЮВАО и района Марьино, друзья и коллеги А. Боровика, его жена и отец — Генрих Боровик. В парке установлен памятный знак в виде пера, выполненный из гранита, на котором высечена надпись: «Парк имени Артема Боровика». Ландшафтная композиция представляет собой перо, блокнот и мишень-сердце журналиста, пронзённое пулей.
Летом и осенью 2012 года парк имени Артёма Боровика был реконструирован. Парк был заново спланирован с заменой сети пешеходных дорожек, устройством велодорожек, детских игровых городков, аттракционов, пунктов проката, эстрады для выступлений с летним кинотеатром, спортивных площадок, катка с искусственным льдом, беседок, а также системы освещения на всей территории. Произведена массовая посадка деревьев и кустарников. На проведение всех работ было выделено около 233 млн рублей. 23 мая 2012 года ход реконструкции проинспектировал мэр Москвы Сергей Собянин. Торжественное открытие обновлённого парка состоялось 10 ноября 2012 года.
В апреле 2015 года было принято решение о начале строительства храмового комплекса в южной части парка. В комплекс входят малый храм-часовня в честь святого праведного отрока Артемия Веркольского и храм в память мучеников Анатолия и Протолеона. На этом месте установлен памятный крест, надпись на котором гласит: «Сей честный крест сооружён и установлен на месте строительства храма в честь святых мучеников Анатолия и Протолеона». Сооружение храма планируется завершить в конце 2025 или в начале 2026 года.

## Инфраструктура

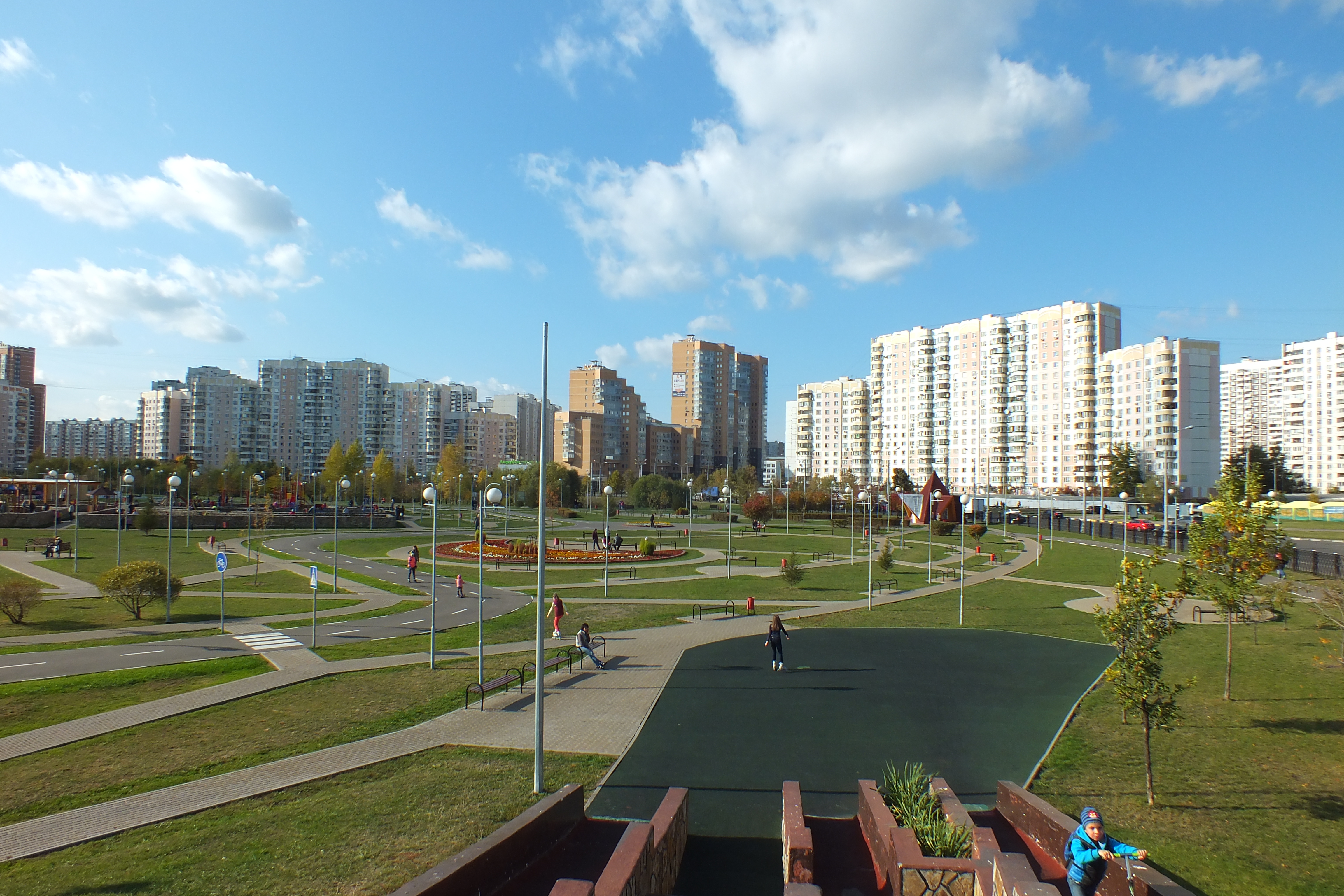
Многочисленные дорожки в парке. Вид с восточной части парка

Общая площадь парка составляет 10,4 га, площадь газонов — 25 030 м², цветников — 1672 м², число деревьев — 513, кустарников — 4777.
В ходе реконструкции 2012 года в парке обустроены: пешеходные дорожки; велосипедные дорожки, которые зимой превращаются в лыжную трассу; детские игровые площадки, разделённые по возрастам; баскетбольные и волейбольные площадки; эстрады для выступлений и проведений различных мероприятий; беседки; каток с искусственным льдом и пункты проката коньков и велосипедов, а также реализована системы освещения на территории парка. Построен верёвочный парк «Гулливер», введённый в эксплуатацию  в апреле 2017 года.
5 мая 2024 года в парке имени Артёма Боровика в Москве была торжественно открыта Аллея памяти и славы журналистов, погибших при исполнении профессионального долга. Аллея, состоящая из 33 сибирских кедров, посвящена памяти погибших в ходе боевых действий журналистов и военкоров. Деревья были посажены в рамках акции «Сад памяти». 
Открытие аллеи было приурочено к Пасхе, ко Дню Победы в Великой Отечественной войне, а также ко Дню печати, который празднуют 5 мая.
В высадке кедров приняли участие известные журналисты и Союз журналистов России, предприниматели и священники.
Также в парке был поставлен предварительно освященный памятный камень, рядом с которым установлен информационный стенд, на котором расположен QR-код. Он ведет на сайт Союза журналистов России, на котором опубликован список погибших с фотографиями.